# Пиньгина
Пиньгина — деревня в Омутинском районе Тюменской области России. Входит в состав Ситниковского сельского поселения.

### География
Расположена в южной части области, на крайнем востоке района, в зоне лесостепи, по обоим берегам реки Солоновка примерно в 14 км к юго-востоку от райцентра — села Омутинское.

## История
18 жителей деревни Ситниковской волости сражались на фронтах Первой Мировой; один из них — Дудченко Леонтий Тимофеевич — кавалер Георгиевской медали 4-й степени № 507.
Входит с 2004 года в образованное муниципальное образование Ситниковское сельское поселение согласно Закону Тюменской области от 5 ноября 2004 года № 263 «Об установлении границ муниципальных образований Тюменской области и наделении их статусом муниципального района, городского округа и сельского поселения».

## Население
| 2010 |
| ---- |
| 72   |

## Инфраструктура
Основной вид деятельности жителей — животноводство и растениеводство. 
В 1924 году была изба-читальня.

## Транспорт
Автобусное сообщение от села Омутинское (на январь 2021 — маршрут 205).
Ближайшие железнодорожные станции — Ламенская в посёлке Ламенский (Голышмановский городской округ) и Омутинская в райцентре.